# USS Glenard P. Lipscomb (SSN-685)
Lo USS Glenard P. Lipscomb (SSN-685) assieme all'USS Narwhal (SSN-671) sono stati sottomarini dell'US Navy, sperimentali, costruiti ciascuno in un'unica unità, con lo scopo di sperimentare nuove tecnologie per rendere tali unità silenziose. Essi erano molto simili alla Classe Sturgeon come struttura base, ma l'apparato propulsivo era molto più pesante e ingombrante.
Il secondo dei 2 aveva un riduttore turboelettrico, altro sistema per ridurre la rumorosità, che peraltro penalizzava la velocità (24 nodi). Il G.P.L. divenne però un sottomarino enorme, il più grande e pesante, oltreché lento, SSN americano fino almeno all'avvento della Classe Los Angeles.